# Colin Campbell Cooper
Pour les articles homonymes, voir Cooper.
Colin Campbell Cooper, Jr. (né à Philadelphie le 8 mars 1856 et mort à Santa Barbara le 6 novembre 1937) est un peintre impressionniste américain.

## Biographie
Colin Campbell Cooper, Jr. est né à Philadelphie, en Pennsylvanie le 8 mars 1856 dans une famille d’origine anglo-irlandaise. Sa mère, Emily Williams Cooper, dont les ancêtres ont émigré aux États-Unis depuis Weymouth dans le Dorset en Angleterre, était un peintre amateur d’aquarelle. Son père, le Dr Colin Campbell Cooper — dont le grand-père est venu de Derry, en Irlande —, était un chirurgien  et passionné par les arts. Étant jeune, Colin fut à son tour inspiré par l'art en particulier après sa participation à l’Exposition universelle de 1876. Ses deux parents, favorables à ses ambitions, l'encourage à devenir un artiste.
Il étudie à Philadelphie sous la direction de Thomas Eakins à la Pennsylvania Academy of the Fine Arts. Il visite Taos en 1881 et c'est un des premiers peintres à découvrir cette colonie artistique désormais légendaire du Nouveau-Mexique.
Il se rend ensuite à Paris où il étudie aux Académies Julian, Decluse et Vitti et voyage beaucoup à travers l'Europe après 1885 environ.

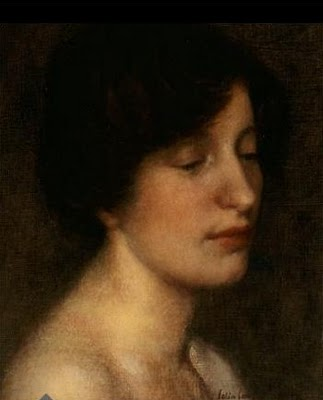
Emma Lampert Cooper, 1897
par Colin Campbell Cooper

Après son mariage en 1897 avec l'artiste peintre Emma Lampert (1855-1920), son intérêt s'est progressivement déplacé vers les sujets américains, bien qu'il ait continué à peindre et à voyager à l'étranger jusqu'à la fin de sa vie.
Il enseigne à l'Université Drexel de Philadelphie avant de s'installer à New York. En 1904, il installe son atelier dans le centre-ville de New York qui lui offre de nombreuses occasions d’observer par lui-même l’aube de l’ère des gratte-ciel.
Il voyage en Inde en 1913-1914
Son voyage à l'Exposition Panama-Pacifique de 1915 à San Francisco lui donne l'ocasion d'une série d'œuvres qui représentent les différents bâtiments créés pour l'exposition comme Le Temple de l'art. 

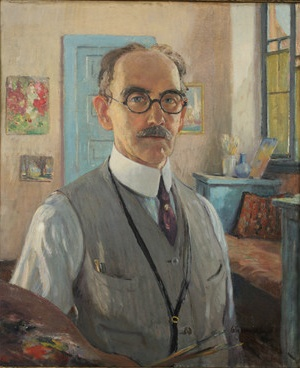
Autoportrait (vers 1922)
New York, Académie américaine des beaux-arts

Après la mort d'Emma en 1920, il emménage dans le sud de la Californie à Santa Barbara. Plusieurs hôtels de villégiature aux paysages exquis ont attiré son attention de Cooper. El Encanto (L'Enchanté) est devenu un lieu de prédilection pour l'artiste. 
Il aborde de nouveaux sujets, et devient leader de la communauté artistique locale. Il écrit également des pièces de théâtre, dont un certain nombre furent produites pour la scène de son vivant. 
Il y revient la peinture figurative qu'il avait abandonné pendant sa période new-yorkaise.

## Œuvres
C’est aussi, un voyageur avide, connu pour ses peintures de monuments européens et asiatiques. Il peint aussi de nombreux paysages naturels, des portraits, des fleurs. 
Une grande partie de ses premiers travaux se concentre sur l'architecture et les paysages qu'il a rencontrés lors de ses voyages à travers la Hollande, la Belgique, l'Espagne, l'Italie et la France. C’est en Europe que l’intérêt durable de Cooper pour l’architecture s’est affirmé, et ses vues de cathédrales et de paysages urbains vieux de plusieurs siècles anticipent les magnifiques gratte-ciel de New York, Philadelphie ou Chicago, qui lui apporteront sa plus grande renommée.
Après 1921, il peint également en Californie et produit des vues d'autres villes : Chicago, Philadelphie, Washington, Pittsburgh et Rochester, ville natale de sa femme et qu'il considérait comme sa deuxième maison.
Il a aussi beaucoup travaillé à l'aquarelle (Fig. 4), exposant souvent des œuvres très abouties des mêmes sujets qu'il représenterait plus tard à l'huile. 
D’autres domaines encore moins connus de l’œuvre de Cooper incluent des vues captivantes de l’architecture historique de villes telles qu’Annapolis, Richmond, Charleston, Savannah, Salem, Newport et sur les îles de Nantucket et Martha’s Vineyard.
En Californie, La Redfern Gallery de Laguna Beach, qui s'occupe du travail de Cooper depuis plus de trente ans, le considère comme l'un des cinq meilleurs artistes californiens, en raison de la qualité et de la cohérence de son travail. 
- Concarneau, 1890, huile sur toile, 49 × 71 cm, Collection Vincent Vallarino Fine Art, New York[2]
- Spanish Garden (Jardin espagnol), 1890–1910, aquarelle, 38 × 44 cm, Collection privée, archives Spanierman Gallery, LLC, New York[2]
- Place de l'Opéra, Paris, 1895–1900, huile sur toile, 63 × 76 cm, Collection privée, Vente 2008[5]
- Flat, Iron Building, 1904, caseine sur toile, 124 × 73 cm, Musée d'Art de Dallas[6]
- The Ferries, 1905[7],
- Cinquième Avenue, New York, 1906, Huile sur toile, 99 × 69 cm, New-York Historical Society[8]
- New York Public Library, huile sur toile, 74 × 92 cm, Collection privée, Vente Christie's 2008[3]
- Wall and Broad Streets (Murs et rues larges), 1905-1910, huile sur toile, 56 × 38 cm, Collection privée, Vente Christie's 2021[9]
- Metropolitan Life Tower, 1910, huile sur toile, 76 × 51 cm, Collection privée, MME Fine Art. LLC, New York[2]
- Fifth Avenue, New York, 1913, huile sur toile, 103 × 127 cm, Musée d'Orsay, Paris[10]
- Hudson River Waterfront, New York City, après 1913, huile sur toile, 91 × 74 cm, New-York Historical Society[11]
- Hunter College, New York City, vers 1915, huile sur toile, 102 × 63 cm, Collection privée, Spanierman Gallery, LLC, New York[2]
- Hunter College, New York City, huile sur panneau, 25 × 34 cm, New-York Historical Society[12]
- View of New York City, aquarelle, 55 × 76 cm, Metropolitan Museum, New York[13]
- "New York From Brooklyn", huile sur panneau, 63 × 76 cm, Collection privée, Vente 2018[14]
- Palace of Fine Arts, San Francisco, 1916, Crocker Art Museum, Sacramento[15]
- The Temple of Art, San Francisco, 1916, huile sur toile, 63 × 89 cm, Redfern Gallery, Laguna Beach, California[2]
- Lotus Pool, El Encanto, Santa Barbara, 1921-1922, huile sur toile, 91 × 74 cmWest Reading[4]
- Chambers Street and the Municipal Building, N.Y.C., 1922, huile sur panneau, 76 × 61 cm, New-York Historical Society[16]
- Autoportrait, vers 1922, huile sur toile, 76 × 63 cm, Académie américaine des beaux-arts[17]
- Terrace at Samrakand Hotel, vers 1923, huile sur toile, 36 × 51 cm, Redfern Gallery, Laguna Beach, California[2]

Œuvres de Colin Campbell Cooper
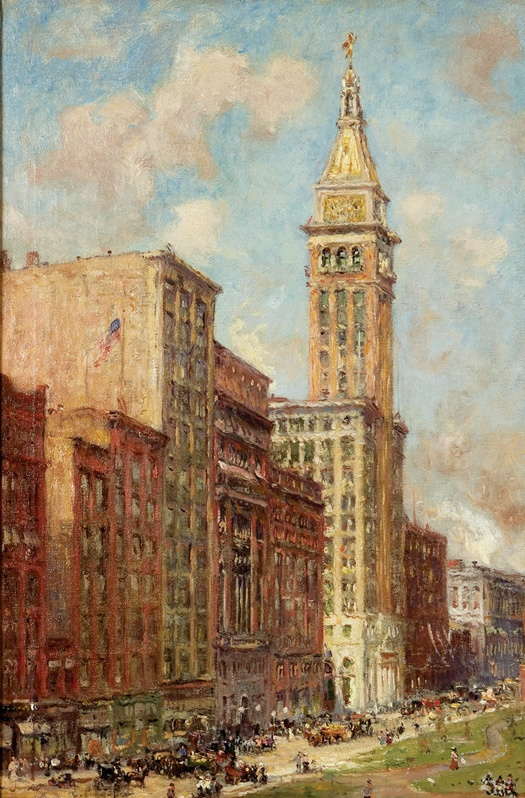
Metropolitan Life Tower, 1910 Collection privée, MME Fine Art
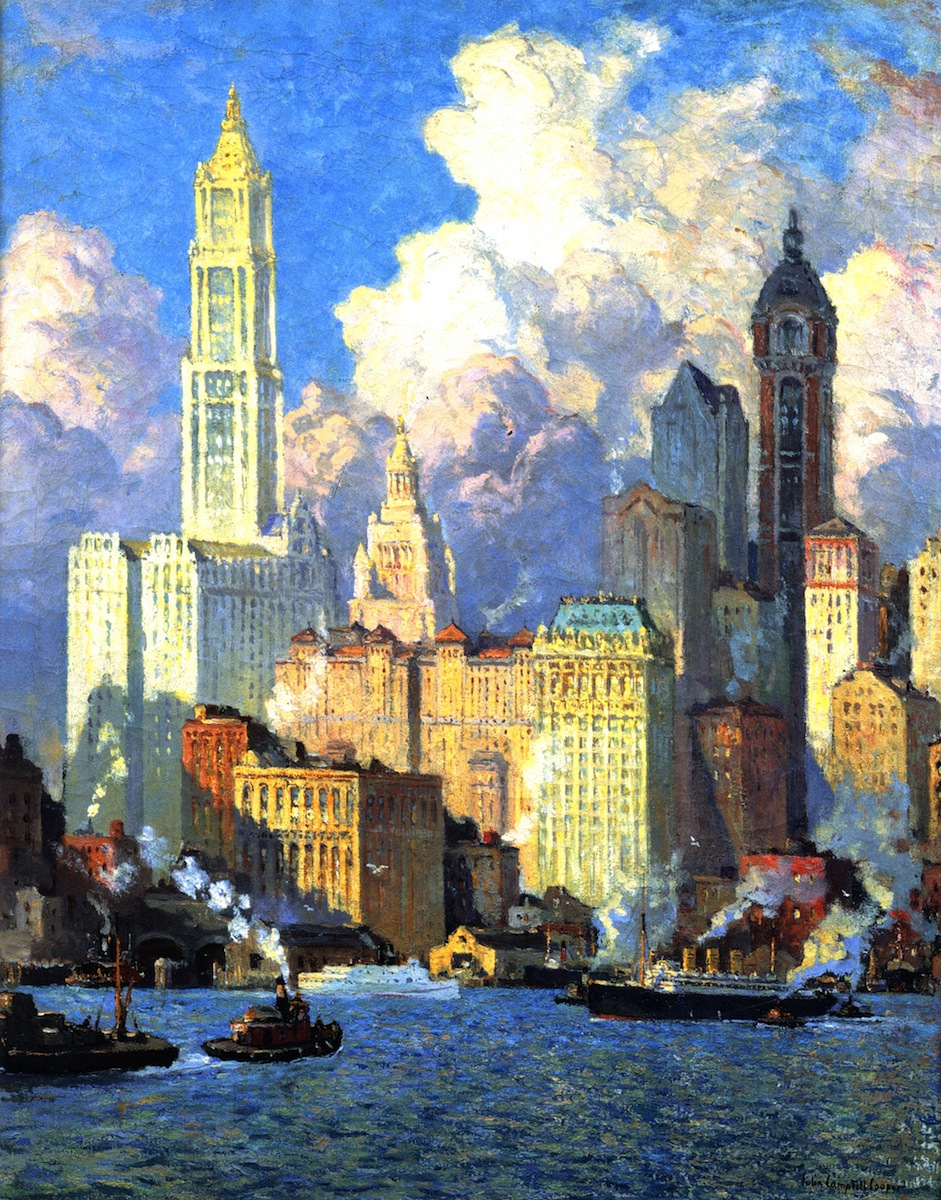
Hudson River Waterfront, New York City, après 1913 New-York Historical Society
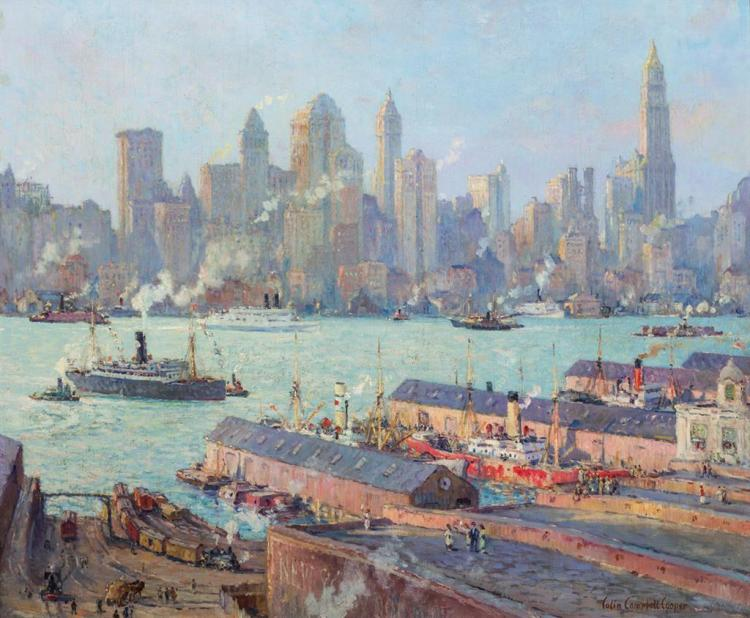
"New York From Brooklyn" Collection privée, Vente 2018
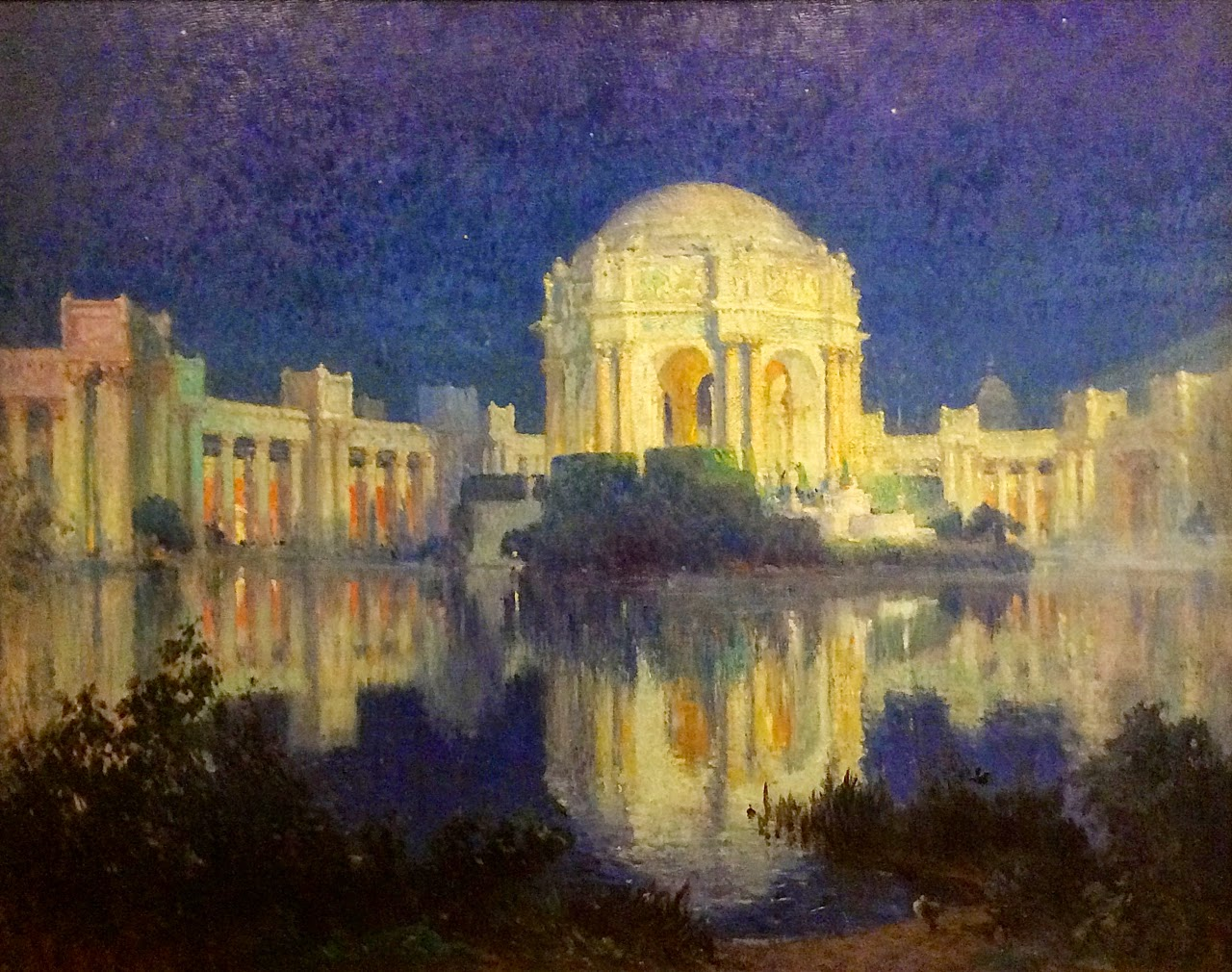
Palace of Fine Arts, San Francisco  (1915), Sacramento, Crocker Art Museum.
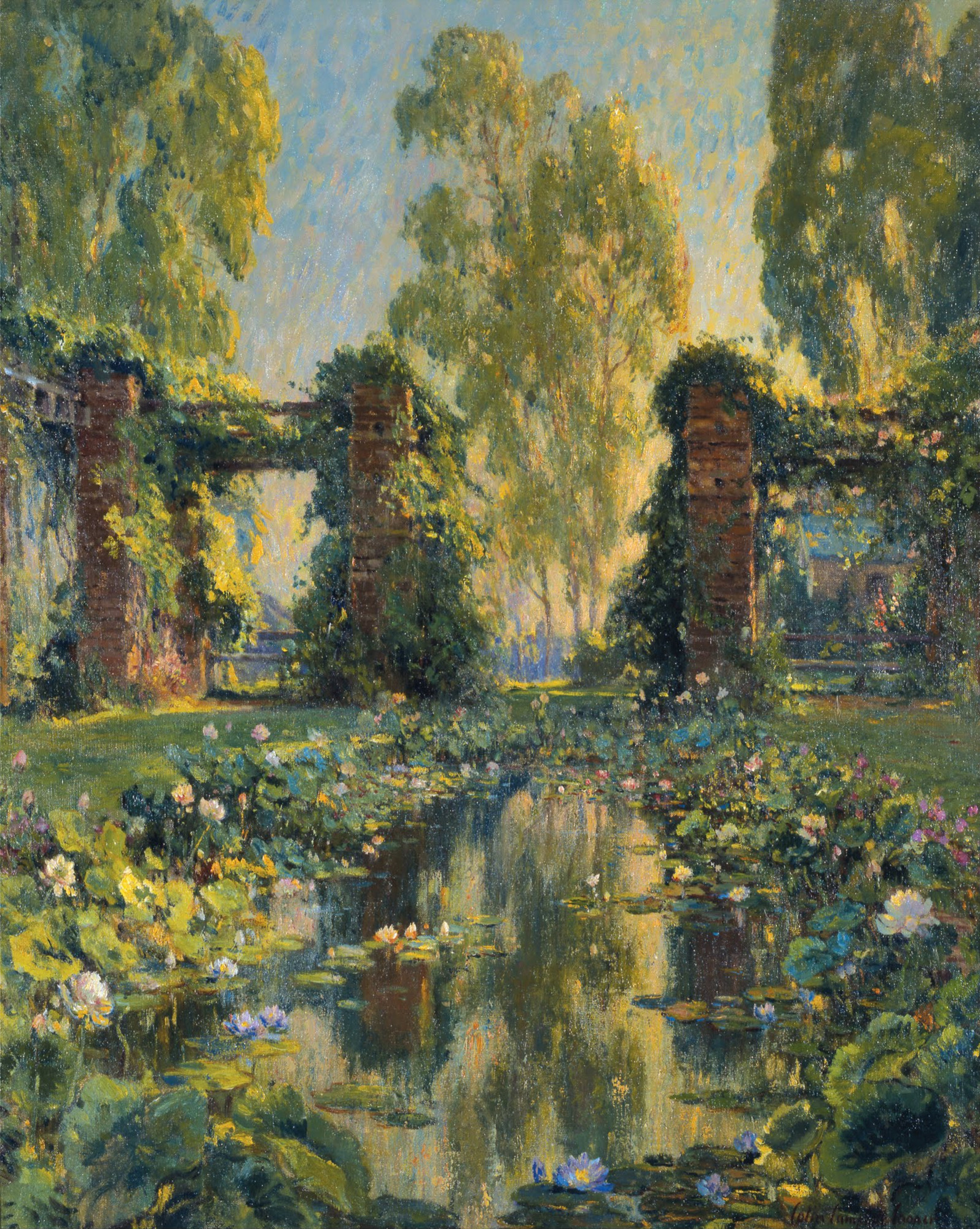
The Lotus Pool, El Encanto, Santa Barbara (vers 1921-1922) West Reading
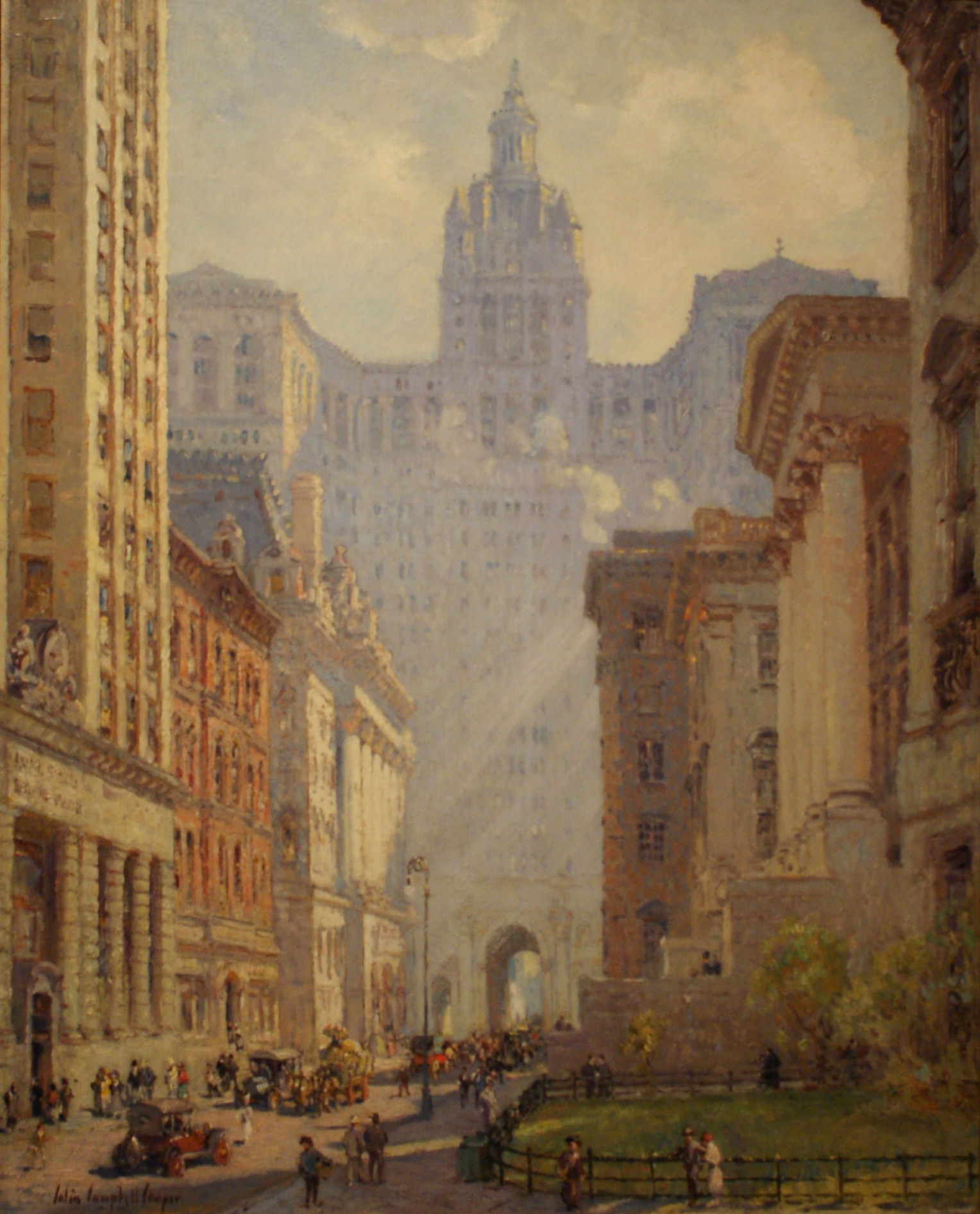
Chambers Street and the Municipal Building, N.Y.C., 1922 New-York Historical Society